# Spojené státy americké na Letních olympijských hrách 1976
Spojené státy americké na Letních olympijských hrách v roce 1976 v kanadském Montréalu reprezentovalo 396 sportovců, z toho 118 žen a 278 mužů, v 19 sportech.

## Medailisté
| Medaile | Jméno | Sport                | Soutěž                                                      |
| ------- | --- | -------------------- | ----------------------------------------------------------- |
| Zlato   | Darrell Pace | Lukostřelba          | Muži jednodlivci                                            |
| Zlato   | Luann Ryon | Lukostřelba          | Ženy jednodlivci                                            |
| Zlato   | Edwin Moses | Atletika             | Muži 400 m překážek                                         |
| Zlato   | Harvey Glance Millard Hampton Lam Jones Steve Riddick | Atletika             | Muži štafeta 4 × 100 m                                      |
| Zlato   | Benny Brown Herman Frazier Fred Newhouse Maxie Parks | Atletika             | Muži štafeta 4 × 400 m                                      |
| Zlato   | Arnie Robinson | Atletika             | Muži skok daleký                                            |
| Zlato   | Mac Wilkins | Atletika             | Muži hod diskem                                             |
| Zlato   | Bruce Jenner | Atletika             | Muži desetiboj                                              |
| Zlato   | Thomas LaGarde Scott May Steve Sheppard Ernie Grunfeld Philip Hubbard Mitchell Kupchak Adrian Dantley Walter Davis Phil Ford Tate Armstrong Quinn Buckner Kenneth Carr                   | Basketbal            | Turnaj mužů                                                 |
| Zlato   | Leo Randolph | Box                  | Muži váha muší do 51 kg                                     |
| Zlato   | Howard Davis | Box                  | Muži lehká váha do 60 kg                                    |
| Zlato   | Sugar Ray Leonard | Box                  | Muži velterová váha do 63,5 kg                              |
| Zlato   | Michael Spinks | Box                  | Muži váha střední do 75 kg                                  |
| Zlato   | Leon Spinks | Box                  | Muži váha polotěžká do 81 kg                                |
| Zlato   | Phil Boggs | Skoky do vody        | Muži prkno 3 m                                              |
| Zlato   | Jennifer Chandler | Skoky do vody        | Ženy prkno 3 m                                              |
| Zlato   | Edmund Coffin | Jezdectví            | Jezdecká všestrannost - jednotlivci                         |
| Zlato   | Mary Tauskey Edmund Coffin Bruce Davidson Michael Plumb | Jezdectví            | Jezdecká všestrannost - družstvo                            |
| Zlato   | Lanny Bassham | Sportovní střelba    | Muži 50 metrů libovolná malorážka 3×40 ran polohový závod   |
| Zlato   | Donald Haldeman | Sportovní střelba    | Muži trap                                                   |
| Zlato   | Jim Montgomery | Plavání              | Muži 100 m volný způsob                                     |
| Zlato   | Bruce Furniss | Plavání              | Muži 200 m volný způsob                                     |
| Zlato   | Brian Goodell | Plavání              | Muži 400 m volný způsob                                     |
| Zlato   | Brian Goodell | Plavání              | Muži 1500 m volný způsob                                    |
| Zlato   | John Naber | Plavání              | Muži 100 m znak                                             |
| Zlato   | John Naber | Plavání              | Muži 200 m znak                                             |
| Zlato   | John Hencken | Plavání              | Muži 100 m prsa                                             |
| Zlato   | Matt Vogel | Plavání              | Muži 100 m motýlek                                          |
| Zlato   | Mike Bruner | Plavání              | Muži 200 m motýlek                                          |
| Zlato   | Rod Strachan | Plavání              | Muži 400 m polohový závod                                   |
| Zlato   | John Naber Mike Bruner Bruce Furniss Jim Montgomery | Plavání              | Muži štafeta 4 × 200 m volný způsob                         |
| Zlato   | John Naber Matt Vogel John Hencken Jim Montgomery | Plavání              | Muži štafeta 4 × 100 m polohový závod                       |
| Zlato   | Kim Peyton Jill Sterkel Shirley Babashoff Wendy Boglioli | Plavání              | Ženy štafeta 4 × 100 m volný způsob                         |
| Zlato   | John Peterson | Zápas                | Muži volný styl do 82 kg                                    |
| Stříbro | Millard Hampton | Atletika             | Muži 200 m                                                  |
| Stříbro | Fred Newhouse | Atletika             | Muži 400 m                                                  |
| Stříbro | Frank Shorter | Atletika             | Muži marathon                                               |
| Stříbro | Michael Shine | Atletika             | Muži 400 m překážek                                         |
| Stříbro | Randy Williams | Atletika             | Muži skok daleký                                            |
| Stříbro | James Butts | Atletika             | Muži trojskok                                               |
| Stříbro | Rosalyn Bryant Sheila Ingram Pamela Jiles Debra Sapenter | Atletika             | Ženy štafeta 4 × 400 m                                      |
| Stříbro | Kathy McMillanová | Atletika             | Ženy skok daleký                                            |
| Stříbro | Patricia Roberts Susan Rojcewicz Juliene Simpson Gail Marquis Ann Elizabeth Meyers Mary O'Connor Patricia Head Charlotte Lewis Nancy Lieberman Cynthia Brogdon Nancy Dunkle Lusia Harris | Basketbal            | Turnaj žen                                                  |
| Stříbro | Charles Mooney | Box                  | Muži váha bantamová do 54 kg                                |
| Stříbro | Greg Louganis | Skoky do vody        | Muži věž 10 m                                               |
| Stříbro | Michael Plumb | Jezdectví            | Jezdecká všestrannost - jednotlivci                         |
| Stříbro | Calvin Coffey Michael Staines | Veslování            | Muži dvojka bez kormidelníka                                |
| Stříbro | Joan Lind | Veslování            | Ženy skif                                                   |
| Stříbro | Margaret Murdocková | Sportovní střelba    | Ženy 50 metrů libovolná malorážka 3×20 ran – polohový závod |
| Stříbro | Jack Babashoff | Plavání              | Muži 100 m volný způsob                                     |
| Stříbro | John Naber | Plavání              | Muži 200 m volný způsob                                     |
| Stříbro | Timothy Shaw | Plavání              | Muži 400 m volný způsob                                     |
| Stříbro | Bobby Hackett | Plavání              | Muži 1500 m volný způsob                                    |
| Stříbro | Peter Rocca | Plavání              | Muži 100 m znak                                             |
| Stříbro | Peter Rocca | Plavání              | Muži 200 m znak                                             |
| Stříbro | John Hencken | Plavání              | Muži 200 m prsa                                             |
| Stříbro | Joe Bottom | Plavání              | Muži 100 m motýlek                                          |
| Stříbro | Steve Gregg | Plavání              | Muži 200 m motýlek                                          |
| Stříbro | Tim McKee | Plavání              | Muži 400 m polohový závod                                   |
| Stříbro | Shirley Babashoff | Plavání              | Ženy 200 m volný způsob                                     |
| Stříbro | Shirley Babashoff | Plavání              | Ženy 400 m volný způsob                                     |
| Stříbro | Shirley Babashoff | Plavání              | Ženy 800 m volný způsob                                     |
| Stříbro | Camille Wright Shirley Babashoff Linda Jezek Lauri Siering | Plavání              | Ženy štafeta 4 × 100 m polohový závod                       |
| Stříbro | Lee James | Vzpírání             | Muži Polotěžká váha do 90 kg                                |
| Stříbro | Lloyd Keaser | Zápas                | Muži volný styl do 68 kg                                    |
| Stříbro | Benjamin Peterson | Zápas                | Muži volný styl do 90 kg                                    |
| Stříbro | Russell Hellickson | Zápas                | Muži volný styl do 100 kg                                   |
| Stříbro | David McFaull Michael Rothwell | Jachting             | Muži třída Tornado                                          |
| Stříbro | Walter Glasgow Richard Hoepfner John Kolius | Jachting             | Muži třída Soling                                           |
| Bronz   | Dwayne Evans | Atletika             | Muži 200 m                                                  |
| Bronz   | Herman Frazier | Atletika             | Muži 400 m                                                  |
| Bronz   | Richard Wohlhuter | Atletika             | Muži 800 m                                                  |
| Bronz   | Willie Davenport | Atletika             | Muži 110 m překážek                                         |
| Bronz   | Dwight Stones | Atletika             | Muži skok vysoký                                            |
| Bronz   | David Roberts | Atletika             | Muži skok o tyči                                            |
| Bronz   | John Powell | Atletika             | Muži hod diskem                                             |
| Bronz   | Kate Schmidtová | Atletika             | Ženy hod oštěpem                                            |
| Bronz   | John Tate | Box                  | Muži Heavyweight                                            |
| Bronz   | Cynthia McIngvale | Skoky do vody        | Ženy prkno 3 m                                              |
| Bronz   | Deborah Wilson | Skoky do vody        | Ženy věž 10 m                                               |
| Bronz   | Hilda Gurney Edith Master Dorothy Morkis | Jezdectví            | Drezura - družstva                                          |
| Bronz   | Peter Kormann | Sportovní gymnastika | Muži prostná                                                |
| Bronz   | Allen Coage | Judo                 | Muži nad 93 kg                                              |
| Bronz   | Lynn Silliman Anne Warner Jacqueline Zoch Marion Greig Peggy McCarthy Gail Ricketson Carol Brown Anita DeFrantz Carie Graves                                                             | Veslování            | Ženy osmiveslice                                            |
| Bronz   | Jim Montgomery | Plavání              | Muži 200 m volný způsob                                     |
| Bronz   | Dan Harrigan | Plavání              | Muži 200 m znak                                             |
| Bronz   | Rick Colella | Plavání              | Muži 200 m prsa                                             |
| Bronz   | Gary Hall, Sr. | Plavání              | Muži 100 m motýlek                                          |
| Bronz   | Bill Forrester | Plavání              | Muži 200 m motýlek                                          |
| Bronz   | Wendy Weinberg | Plavání              | Ženy 800 m volný způsob                                     |
| Bronz   | Wendy Boglioli | Plavání              | Ženy 100 m motýlek                                          |
| Bronz   | Gene Davis | Zápas                | Muži volný styl do 62 kg                                    |
| Bronz   | Stanley Dziedzic | Zápas                | Muži volný styl do 74 kg                                    |
| Bronz   | Dennis Conner Conn Findlay | Jachting             | Muži třída Tempest                                          |